# Divisione di Gulbarga
Gulbarga è una divisione dello stato federato indiano di Karnataka, e ha come capoluogo Gulbarga.
La divisione di Gulbarga comprende i distretti di Bellary, Bidar, Gulbarga, Koppal, Raichur e Yadgir.